# Gli archivi del pianeta

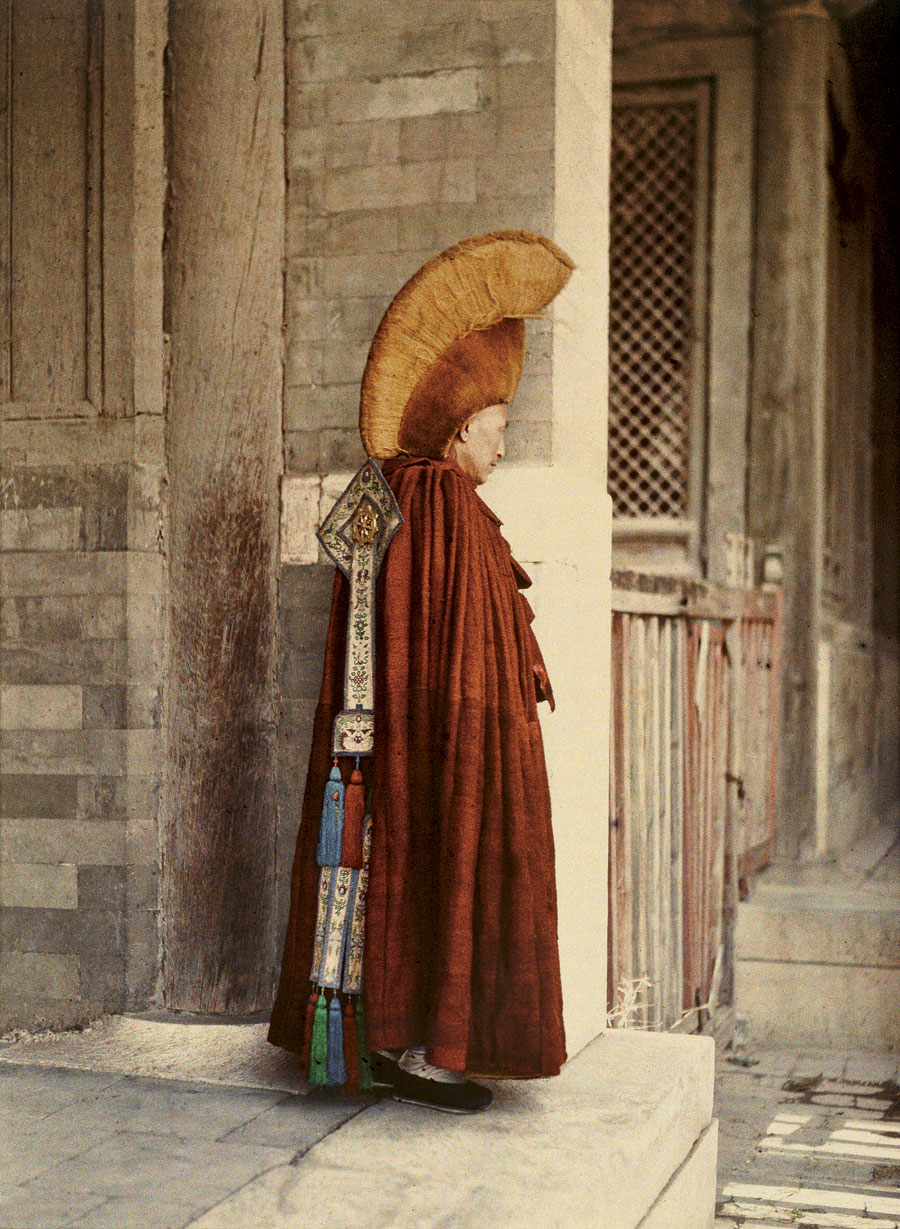
Lama buddista (Pechino, 1913)

Gli archivi del pianeta (in francese Les archives de la planète) furono un vasto progetto fotografico portato avanti dal 1908 al 1931 su iniziativa del banchiere e filantropo francese Albert Kahn, con l'intento di fotografare tutto ciò che facesse parte della cultura umana: civiltà, persone, luoghi, arti e tecniche di tutto il mondo.

## Storia
Nel novembre 1908 Albert Kahn, un banchiere francese di famiglia ebrea che aveva fatto fortuna investendo nei mercati emergenti, partì per un viaggio intorno al mondo con lo chauffeur Alfred Dutertre. Kahn scattò numerose fotografie dei luoghi visitati, utilizzando una tecnica chiamata stereografia, particolarmente popolare fra i viaggiatori di inizio Novecento per le piccole dimensioni delle lastre fotografiche richieste e per la brevità dei tempi di esposizione. Kahn, che portò con sé anche una cinepresa Pathé e alcune centinaia di tavole a colori, fece tappa dapprima a New York e poi alle cascate del Niagara, a Chicago e, a seguire, in Nebraska e in California, dove egli documentò fotograficamente la distruzione causata dal terremoto di San Francisco del 1906. Il 1º dicembre Kahn e Dutertre si imbarcarono su un piroscafo diretto a Yokohama, in Giappone, con una tappa intermedia di diciannove ore a Honolulu, nelle isole Hawaii; attraversarono la linea internazionale del cambio di data il 12 dicembre e arrivarono a destinazione sei giorni dopo. Dopo il Giappone, il loro viaggio in Asia li condusse in Cina, a Singapore e in Sri Lanka.
Una volta ritornato in Francia, Kahn assunse due fotografi professionisti, Stéphane Passet e Auguste Léon, l'ultimo dei quali si recò probabilmente con Kahn nel 1909 in Sud America, potendo personalmente visitare Rio de Janeiro e Petrópolis, e poi nel 1910 nelle zone rurali della Norvegia e della Svezia. Il progetto Les archives de la planète ebbe ufficialmente inizio nel 1912, sotto la direzione del geografo Jean Brunhes, a cui lo stesso Kahn riuscì poi anche a procurare una cattedra presso il prestigioso Collège de France. La tecnica stereografica fu sostituita con il processo autocromatico, in grado di produrre, pur con lunghi tempi di esposizione, fotografie a colori, e furono persino prodotte immagini in movimento. Kahn concepiva il progetto come un «inventario della superficie del globo così come all'inizio del XX secolo viene abitato e sviluppato dall'uomo» e sperava che il progetto avrebbe favorito la diffusione dei suoi ideali internazionalisti e pacifisti, oltre che potuto documentare culture in via di sparizione. Il pensiero del filosofo Henri Bergson, intimo amico di Kahn, esercitò una forte influenza sul progetto.

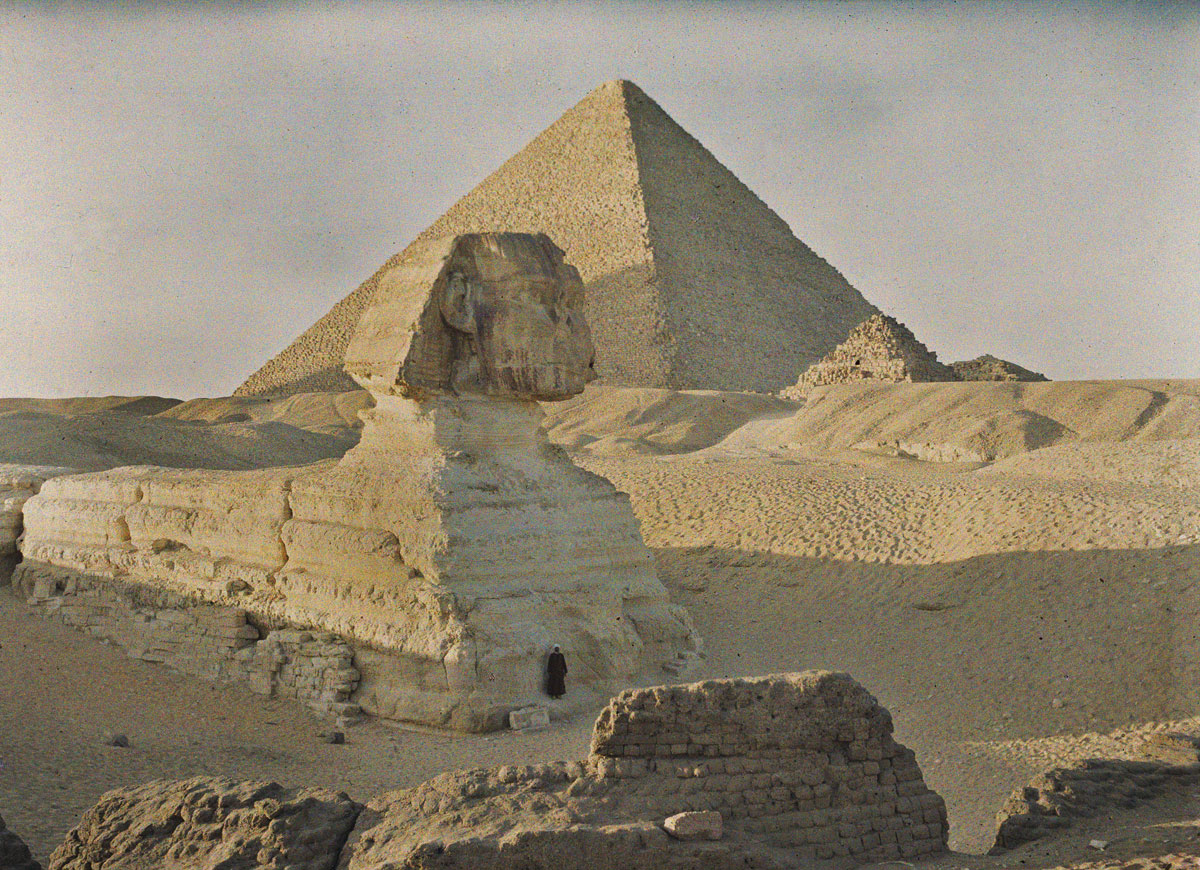
Autocromo del 6 gennaio 1914 di Auguste Léon raffigurante le piramidi e la Sfinge a Giza

Nel 1912 Passet fu inviato in Cina (prima missione ufficiale del progetto) e in Marocco, mentre nel 1913 Brunhes andò con Léon in Bosnia-Erzegovina e poi in Macedonia. La spedizione fu interrotta dallo scoppio della seconda guerra balcanica; quando la guerra finì, Passet si recò poi nella regione per documentarne le conseguenze. Léon si recò nel 1913 due volte in Gran Bretagna, fotografando monumenti londinesi illustri come Buckingham Palace e la cattedrale di San Paolo, oltre che brani paesistici della Cornovaglia rurale. Nello stesso anno, Marguerite Mespoulet, l'unica fotografa donna a partecipare al progetto, si recò nell'Irlanda occidentale. Terminata la sua permanenza in Gran Bretagna, Léon viaggiò in Italia, accompagnato da Brunhes. Nello stesso anno Passet ritornò in Asia, recandosi dapprima in Mongolia e poi in India, ma nel gennaio 1914 le autorità britanniche lì stanziate gli negarono il passaggio attraverso il passo Khyber per l'Afghanistan, dove voleva fotografare le comunità di etnia afridi. Nello stesso anno, l'ufficiale dell'esercito e fotografo volontario Léon Busy arrivò nell'Indocina francese, dove sarebbe rimasto fino al 1917.
Lo scoppio della prima guerra mondiale costrinse il team a cambiare la strategia e l'approccio del progetto. Kahn, imbevuto di patriottismo nazionalista nonostante le sue inclinazioni pacifiste, inviò i numerosi fotografi aderenti al progetto a documentare la ferocia e le devastazioni del teatro europeo del conflitto e acconsentì affinché gli scatti venissero usati e diffusi con fini propagandistici, sebbene la maggior parte dei fotografi fosse poi in realtà tenuta lontana dalla linea del fronte. Le fotografie a tema bellico oggi costituiscono circa il 20% dell'intera collezione.
Negli anni 1920, terminato il conflitto, i vari fotografi del progetto furono inviati in Libano, Palestina, Turchia e Medio Oriente, dove documentarono gli effetti del mandato francese in quelle terre, oltre che della guerra d'indipendenza turca. Frédéric Gadmer fu poi inviato in Germania nel 1923, dove documentò le conseguenze di una fallita insurrezione separatista a Krefeld. L'ultimo viaggio in India sotto l'egida de Les archives de la planète risale al 1927, quando il fotografo Roger Dumas documentò il giubileo d'oro di Jagatjit Singh, il sovrano dello Stato di Kapurthala. Il dicembre precedente, sempre Dumas era stato anche in Giappone per assistere al funerale dell'imperatore Yoshihito. Quando il progetto fu interrotto nel 1931, all'indomani del crollo del mercato azionario del 1929 che causò la rovina economica anche di Kahn, i suoi fotografi avevano ormai visitato 50 paesi e raccolto 183000 metri di pellicola, 72000 fotografie a colori autocromatiche, 4000 stereografie e 4000 fotografie in bianco e nero.

## Descrizione

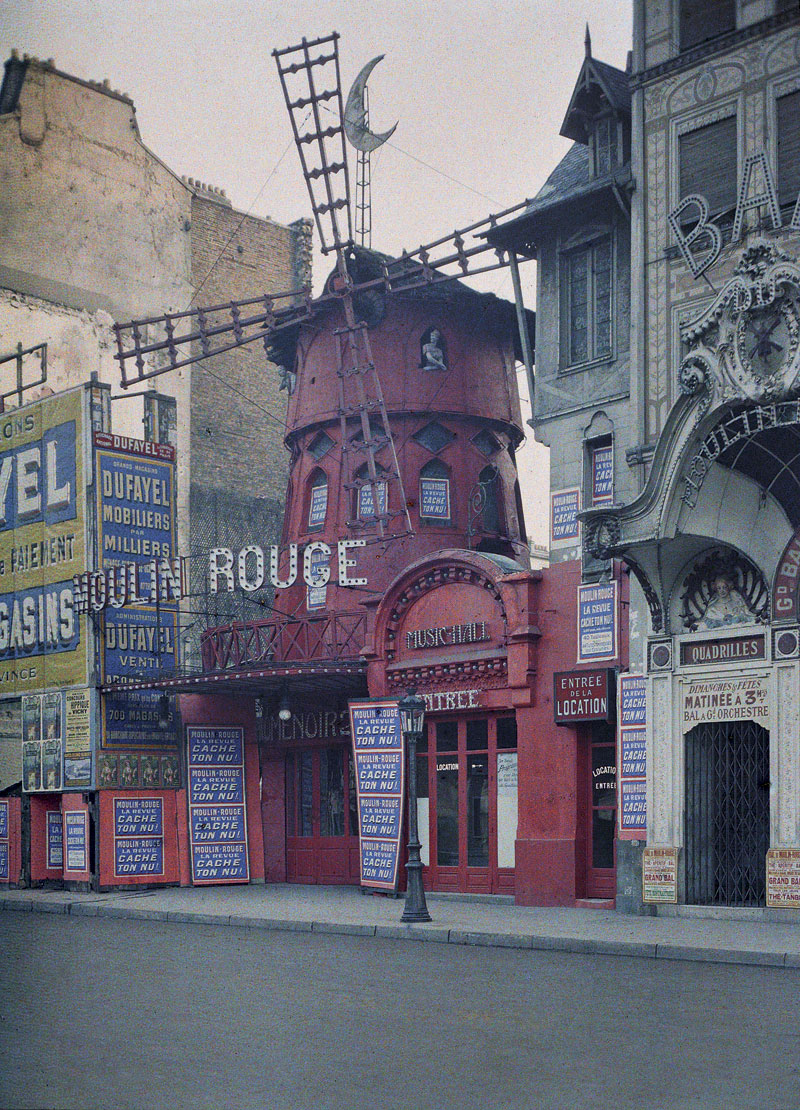
Il Moulin Rouge, a Boulevard de Clichy, Parigi (24 giugno 1914)

Il produttore cinematografico David Okuefuna descrisse l'archivio come un «tentativo monumentalmente ambizioso di produrre una documentazione fotografica dell'intera vita umana sulla Terra». Durante le prime spedizioni in Europa, Brunhes istruì i fotografi a documentare la geografia, l'architettura e la cultura locale dei luoghi che visitavano, ma diede loro anche la libertà di fotografare altri aspetti che potessero catturare la loro attenzione. Le immagini nell'archivio includono celebri monumenti come la Torre Eiffel, la Piramide di Cheope, Angkor Wat e il Taj Mahal, oltre che numerosi ritratti fotografici di persone della classe operaia in Europa e dei membri delle società tradizionali in Asia e in Africa. In molti casi, gli operatori di Kahn sono stati gli autori di alcune delle prime fotografie a colori delle loro destinazioni. A causa del lungo tempo di esposizione richiesto dal processo di autocromia, i fotografi erano in gran parte costretti a riprendere soggetti fermi o in posa.
Circa un quinto delle fotografie dell'archivio hanno come soggetto la prima guerra mondiale, con immagini del fronte interno, di tecnologia militare come cannoni e navi di artiglieria, ritratti di singoli soldati (inclusi alcuni dell'Impero coloniale francese) ed edifici danneggiati dai bombardamenti; solo poche di queste immagini ritraggono esplicitamente soldati morti. Alcuni dei contenuti negli archivi sono stati soggetti a pesanti controversie, in particolare un film girato da Léon Busy di un'adolescente vietnamita colta nell'atto di denudarsi: Busy chiese alla ragazza di seguire il suo rituale quotidiano di vestizione e girò il film fuori fuoco per non mostrare la sua nudità; altre riprese criticate furono girate a Casablanca nel 1926 e mostravano prostitute colte mentre si coprivano il seno.
Gli archivi includono anche migliaia di ritratti fotografici di personalità illustri, per lo più scattati nella tenuta di Kahn a Boulogne-Billancourt. I soggetti includono statisti come il primo ministro britannico Ramsay MacDonald e il primo ministro francese Léon Bourgeois, il fisico britannico Joseph John Thomson, gli scrittori francesi Colette e Anatole France, il poeta bengalese Rabindranath Tagore e l'aviatore americano Wilbur Wright.
L'archivio fotografico è gestito dal 1990 dal Musée Albert-Kahn, che ha caricato online la maggior parte delle immagini in regime di pubblico dominio, a completa disposizione del pubblico.

## Fotografi
- Léon Busy (1874-1950) era un ufficiale dell'esercito francese che si offrì volontario per il progetto di Kahn grazie alla vittoria del primo premio che conseguì al concorso fotografico della Société française de photographie[41].
- Paul Castelnau (1880-1944) e Fernand Cuville (1887-1927) erano soldati francesi che prestarono servizio come fotografi per documentare gli orrori della prima guerra mondiale[42]; Castelnau in seguito divenne membro della Società Geografica Francese[43].
- Roger Dumas (1891-1972) ha realizzato fotografie e filmati in Giappone e in India nel 1926 e nel 1927[44].
- Alfred Dutertre era l'autista personale di Kahn e lo accompagnò nel suo primo giro del mondo nel 1908, scattando le prime fotografie negli archivi.
- Frédéric Gadmer (1878–1954) prestò servizio come fotografo in Germania nel 1923 e in Canada nel 1926[45], diventando infine uno dei fotografi più esperti degli archivi[46].
- Lucien Le Saint (1881-1931) era un produttore cinematografico che curò la regia di numerosi film per il progetto.
- Auguste Léon (1857-1942) è stato il fotografo che ha prestato servizio per il progetto per il maggiore numero di anni; originario di Bordeaux, aveva precedentemente lavorato come fotografo di cartoline, e nel progetto degli archivi ha anche supervisionato il lavoro presso il laboratorio fotocinematografico[47].
- Marguerite Mespoulet (1880–1965) era una fotografa, unica donna a partecipare al progetto di Kahn[48].
- Stéphane Passet (1875 – c. 1943[49]) fu uno dei primi fotografi assunti da Kahn ed effettuò una spedizione nei Balcani[50].
- Camille Sauvageot era un produttore cinematografico che prestò servizio tra il 1919 e il 1932; successivamente lavorò al film del 1949 Jour de fête[51].

## Galleria d'immagini

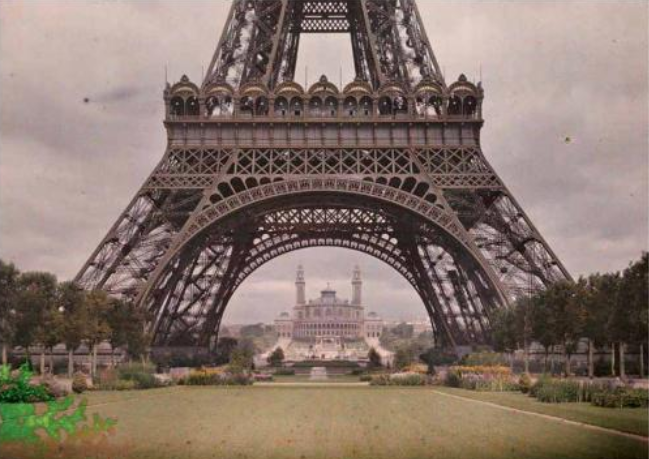
La Torre Eiffel e il Trocadéro (Parigi, 1912)
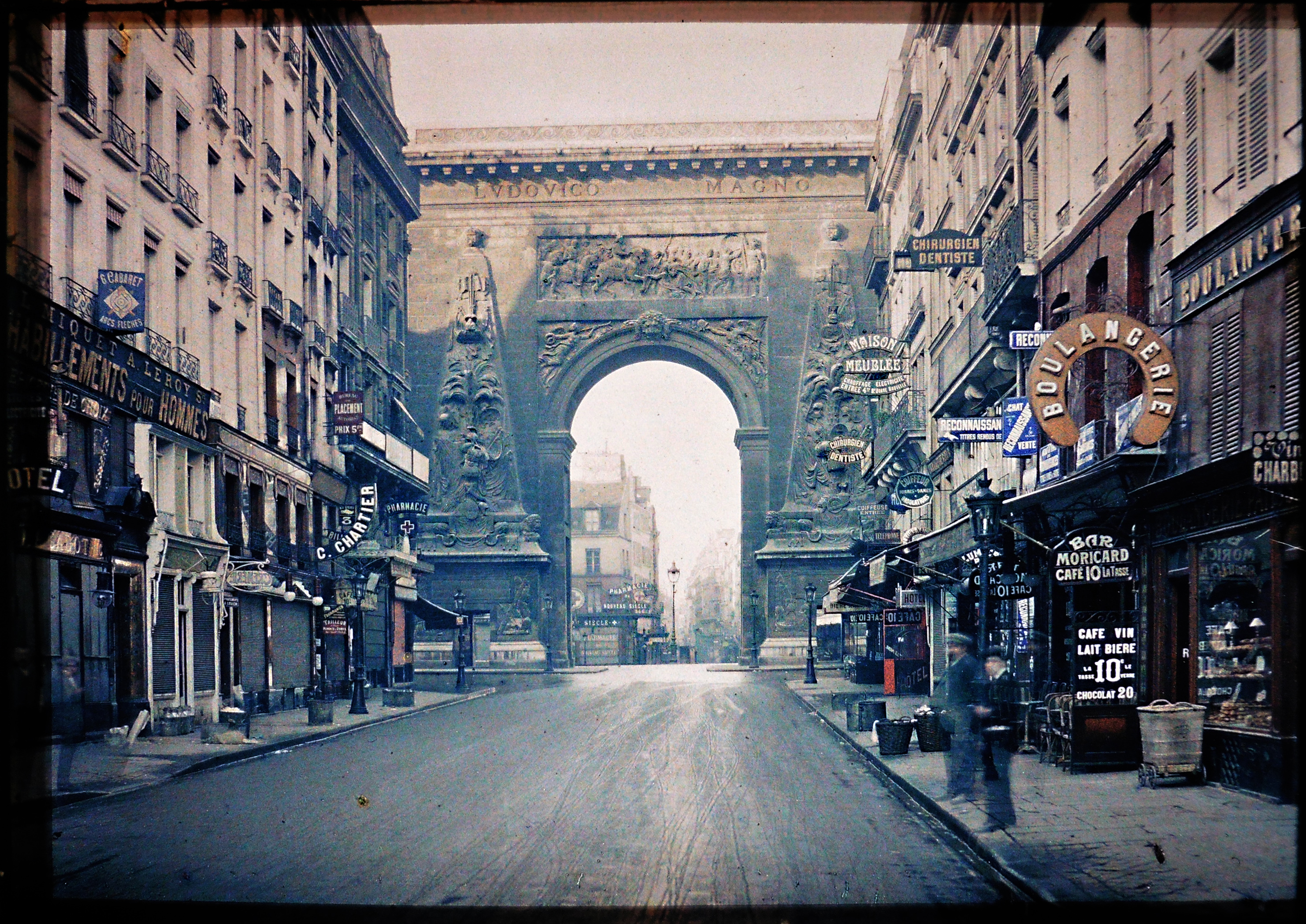
Porta di Saint Denis (Parigi, 1914)
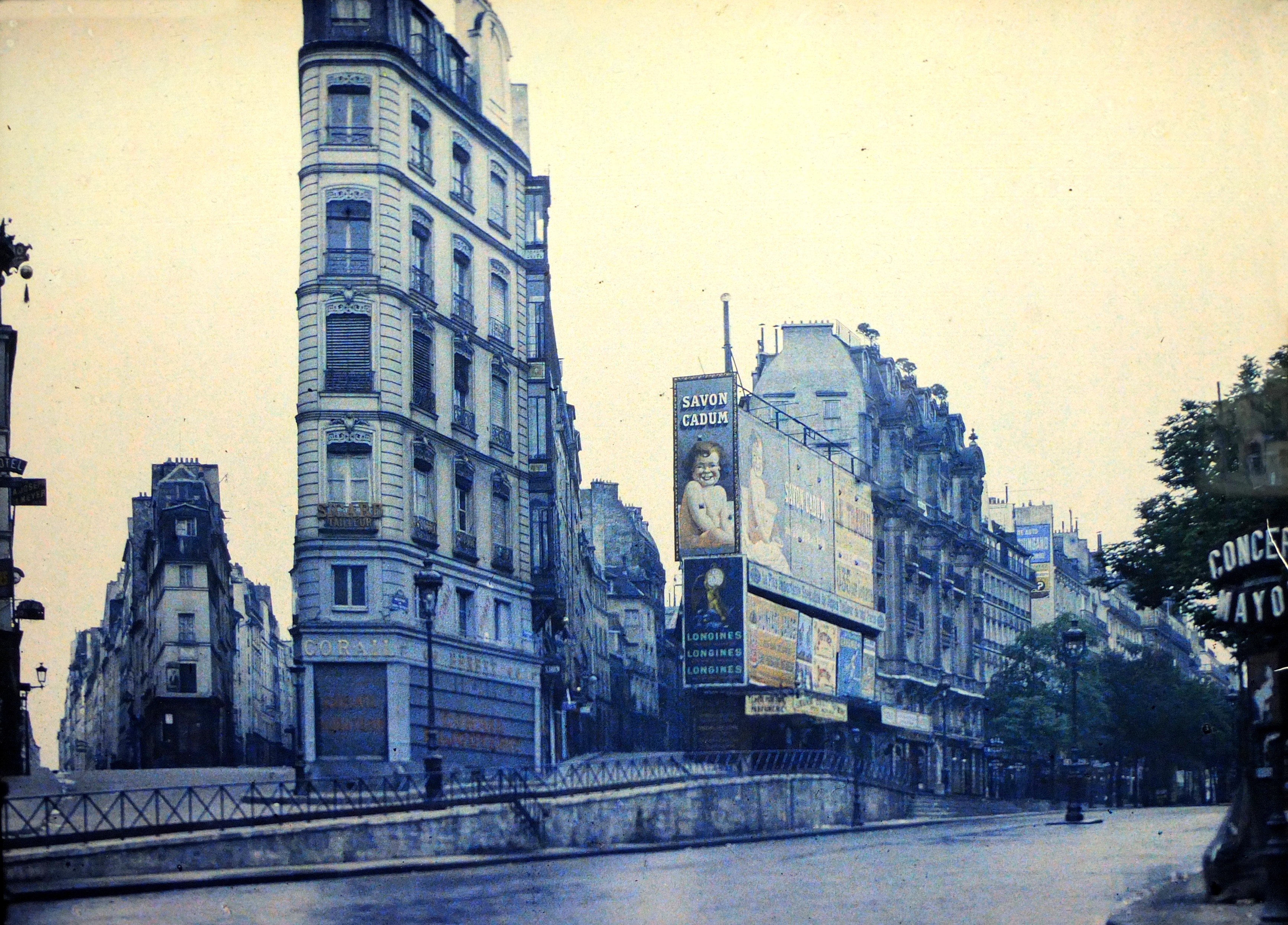
Immobile haussmanniano di boulevard de Bonne-Nouvelle (all'angolo di rue de Cléry), nel II arrondissement di Parigi (1914)
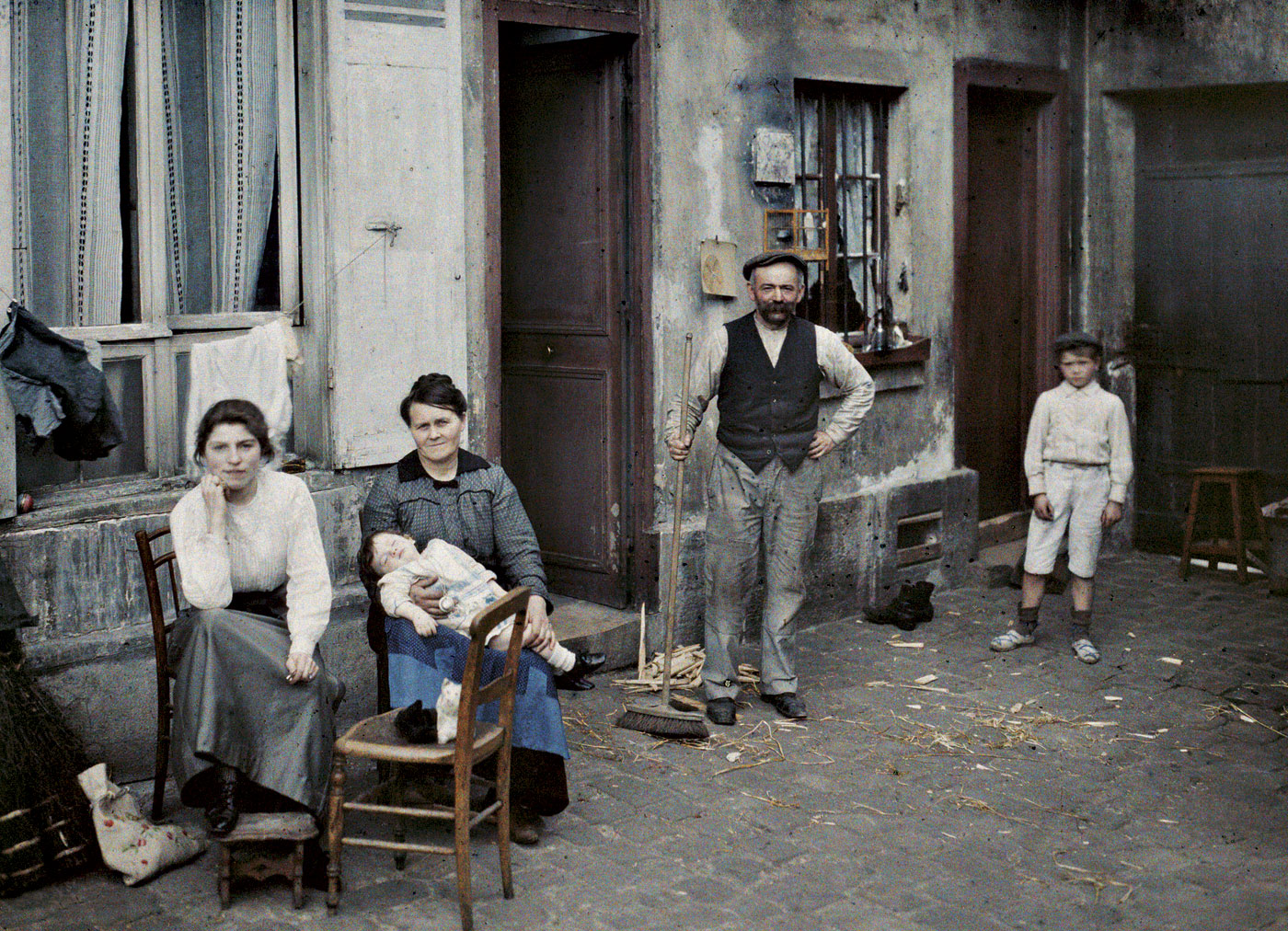
Famiglia francese (Parigi, 1914)
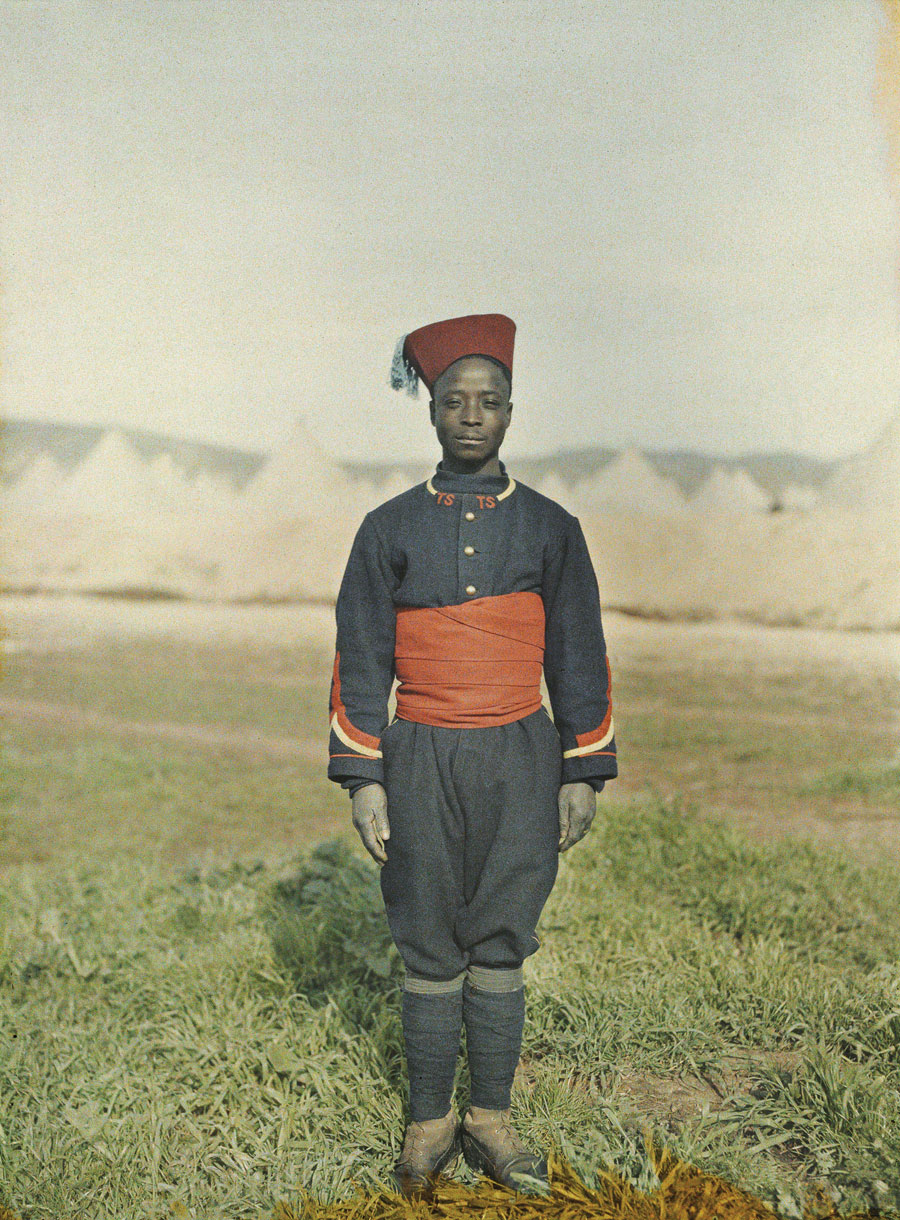
Cecchino senegalese (Fès, Marocco, 1913)
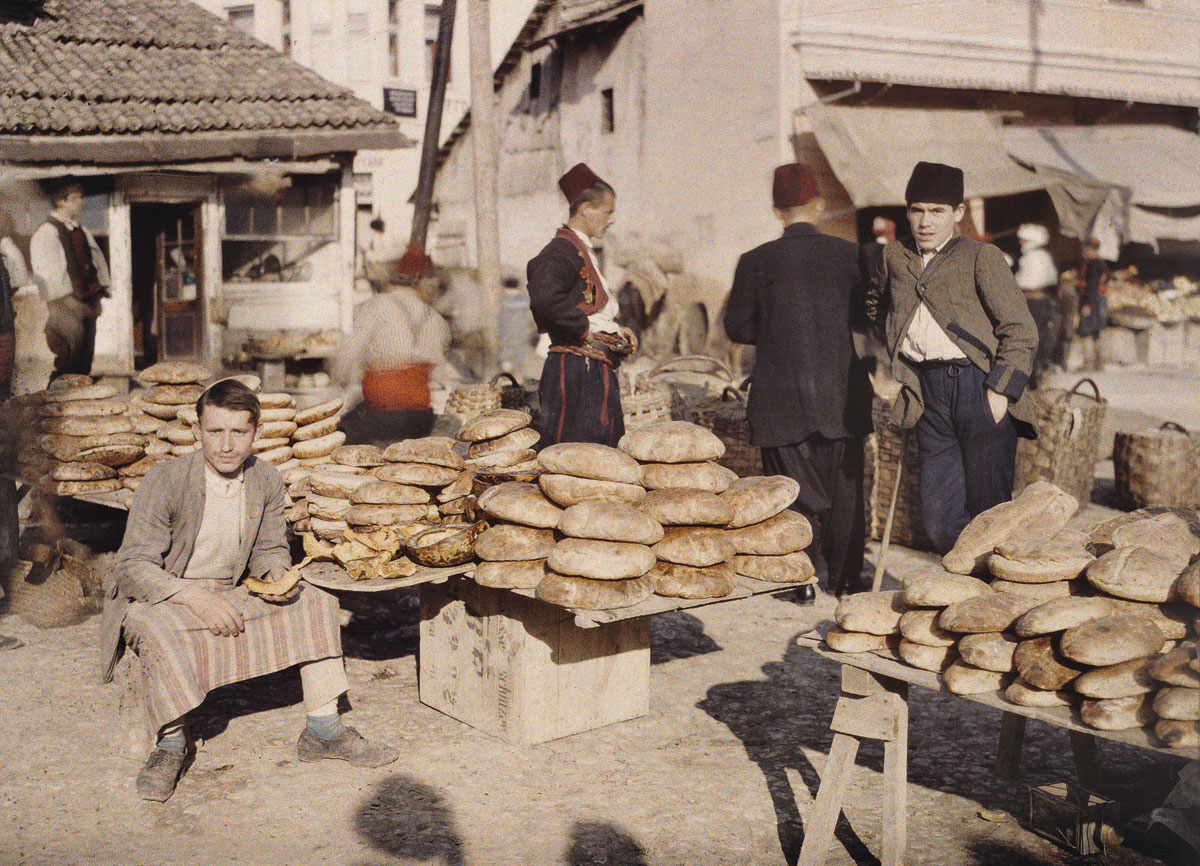
Scena di mercato (Sarajevo, Bosnia Erzegovina, 1912)
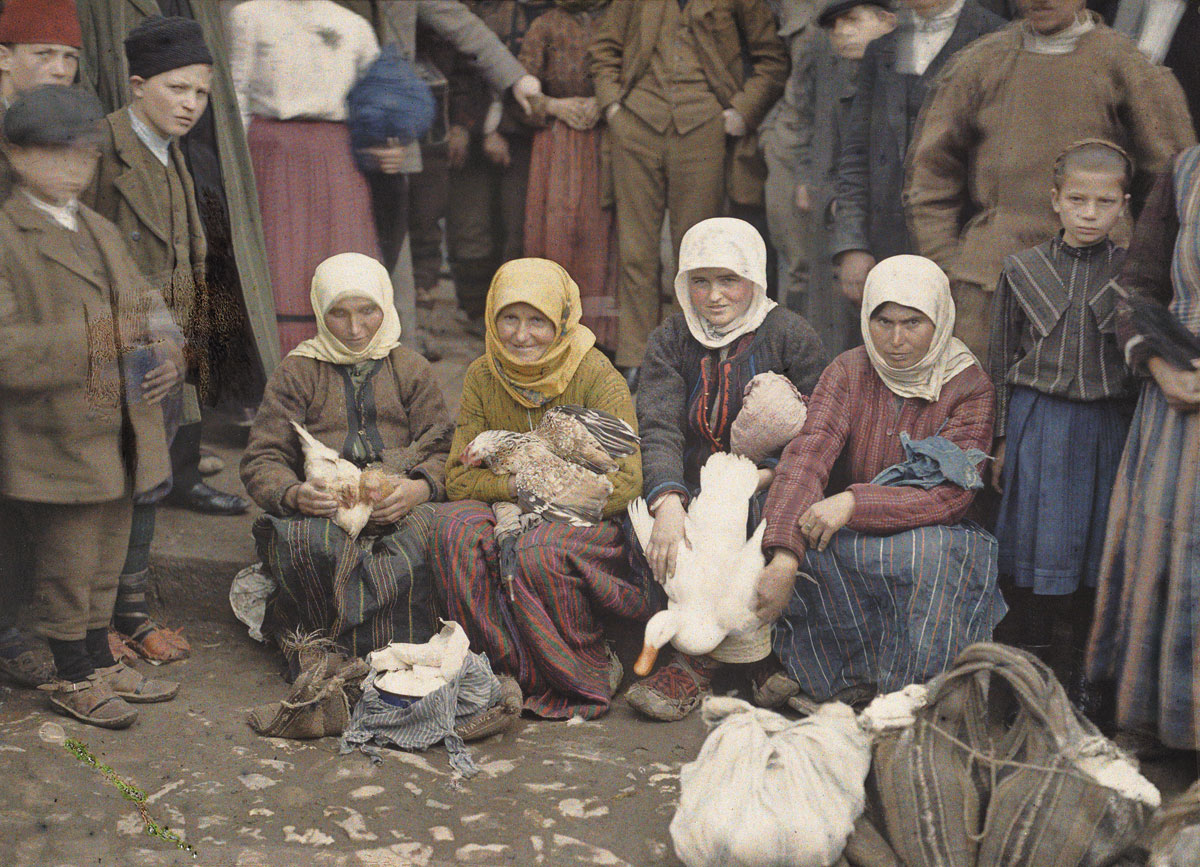
Scena di mercato (Kruševac, Serbia, 1913)
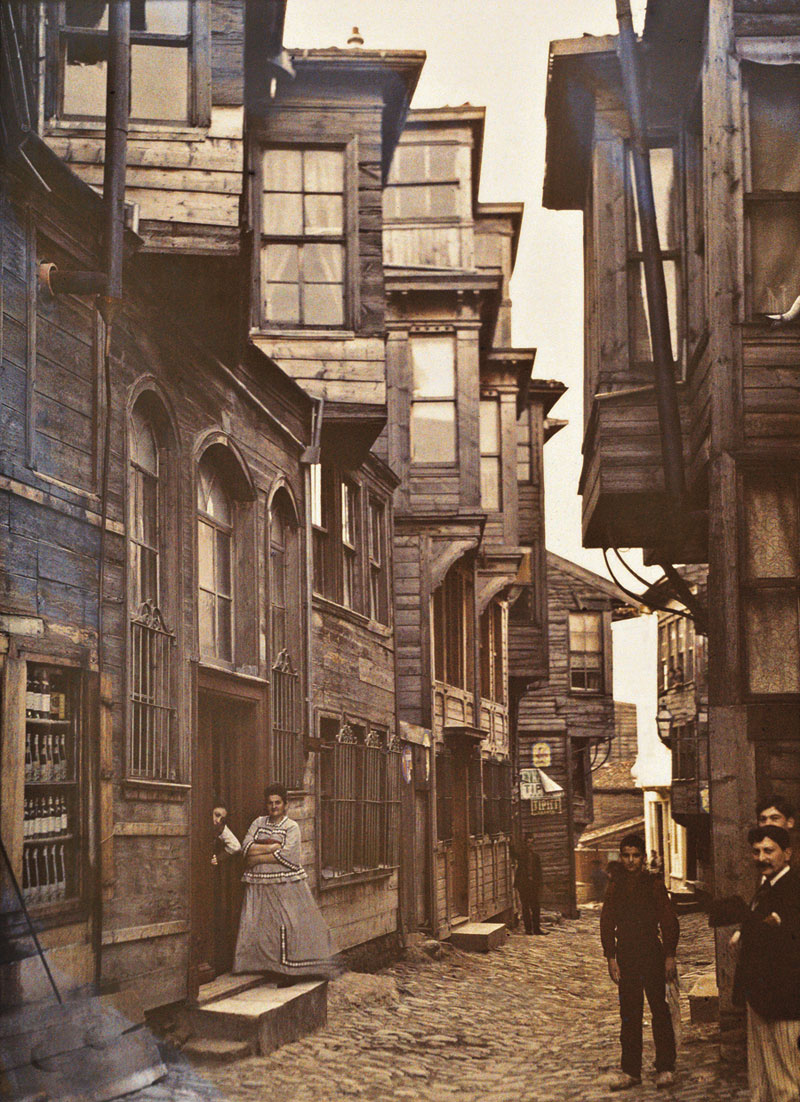
Case in legno a Beyoğlu (Istanbul, Turchia, 1912)
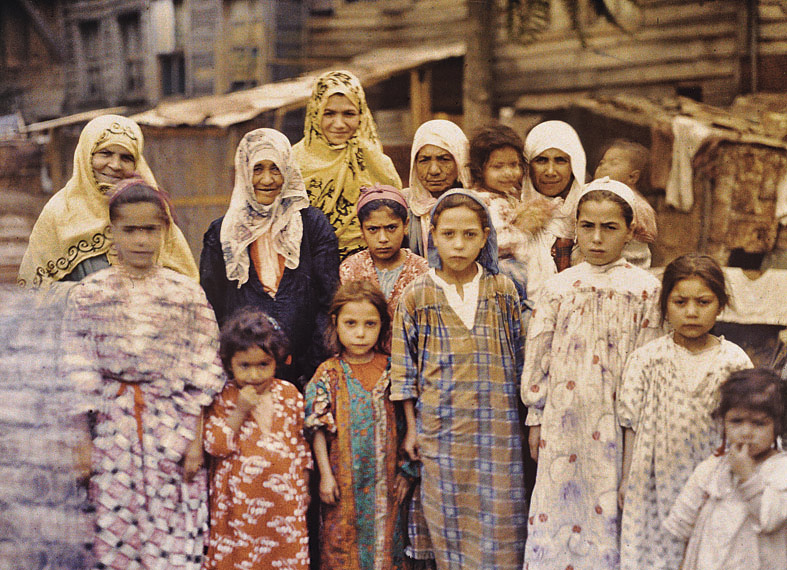
Famiglia turca di Istanbul (1912)
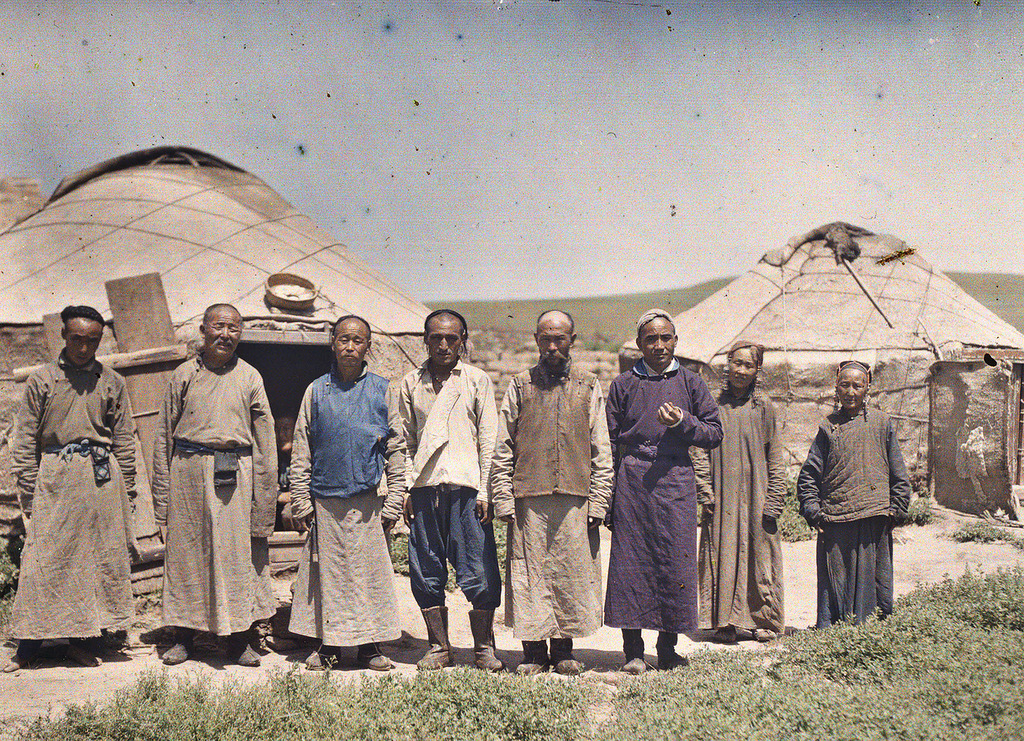
Mongolia, 1912
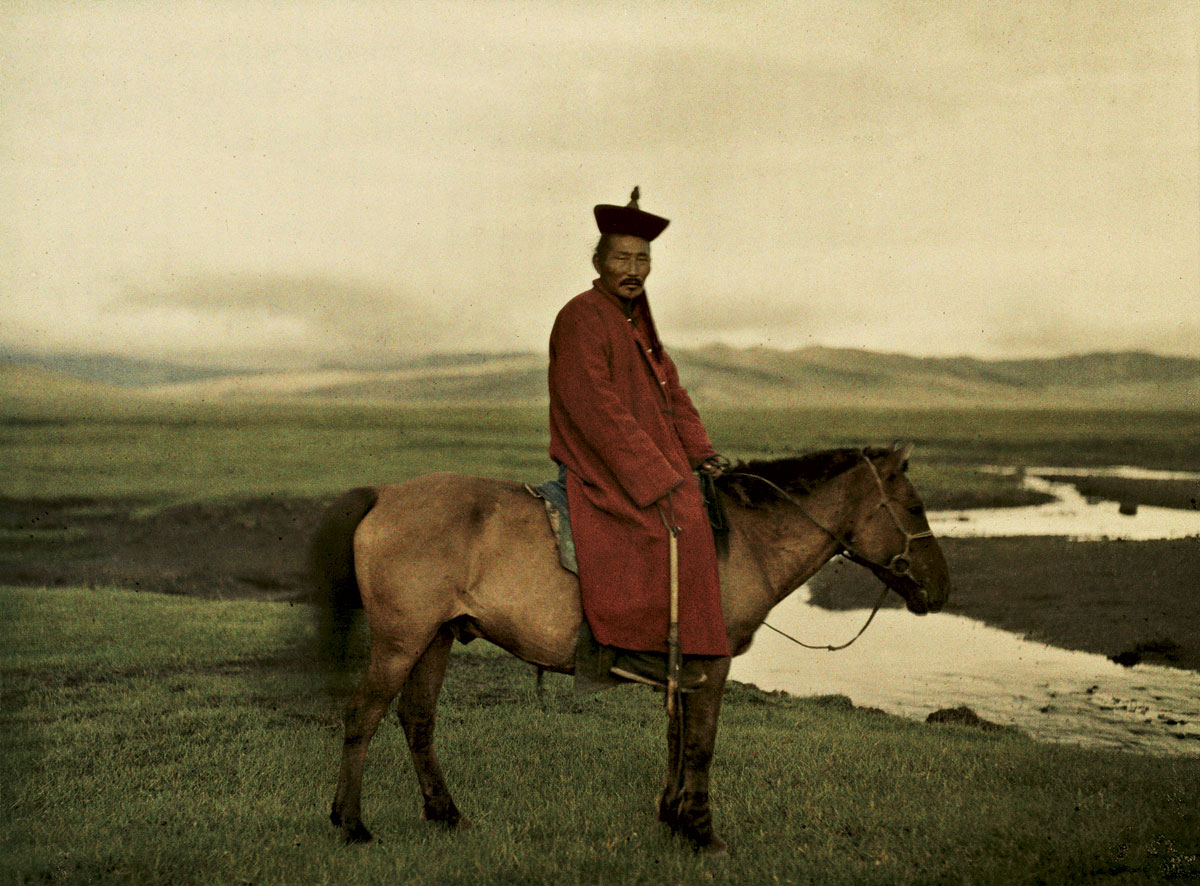
Lama buddista (Mongolia, 1913)
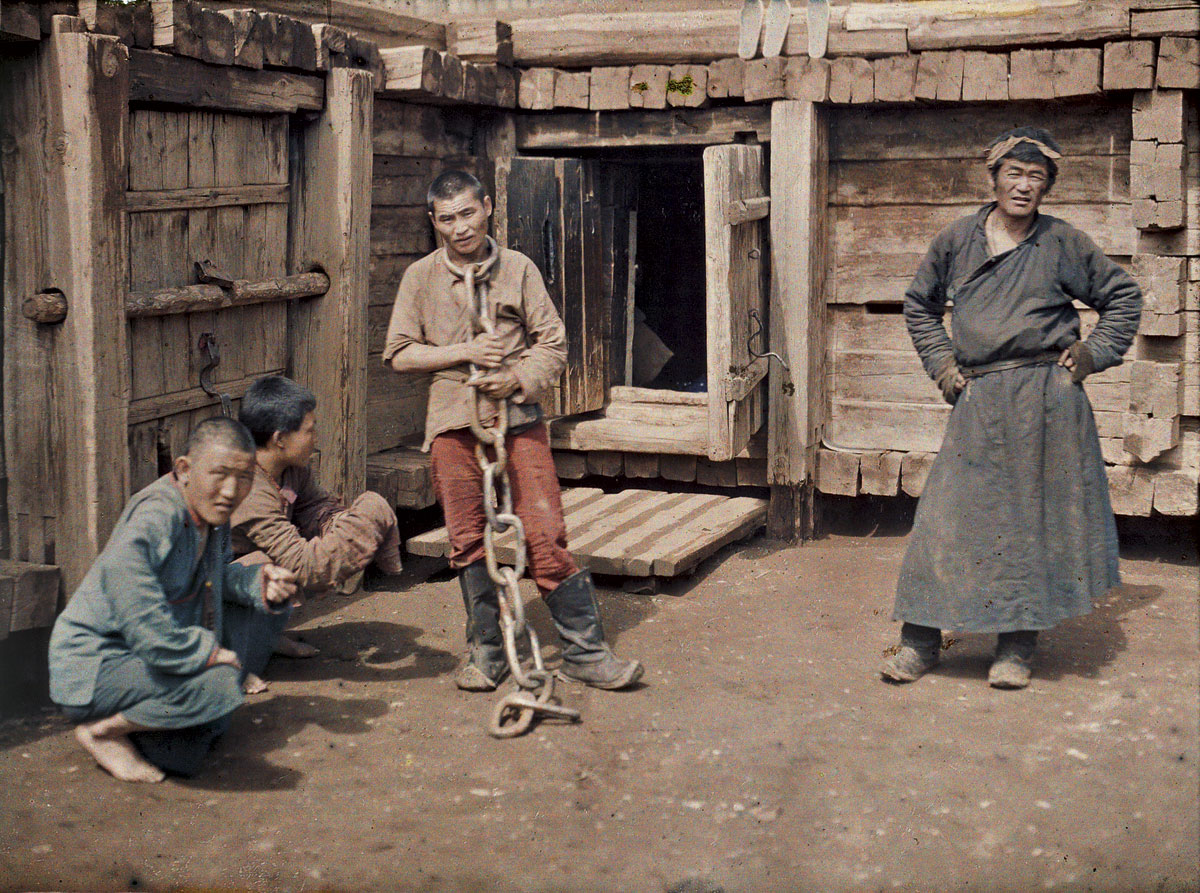
Detenuti (Ulan Bator, Mongolia, 1913)
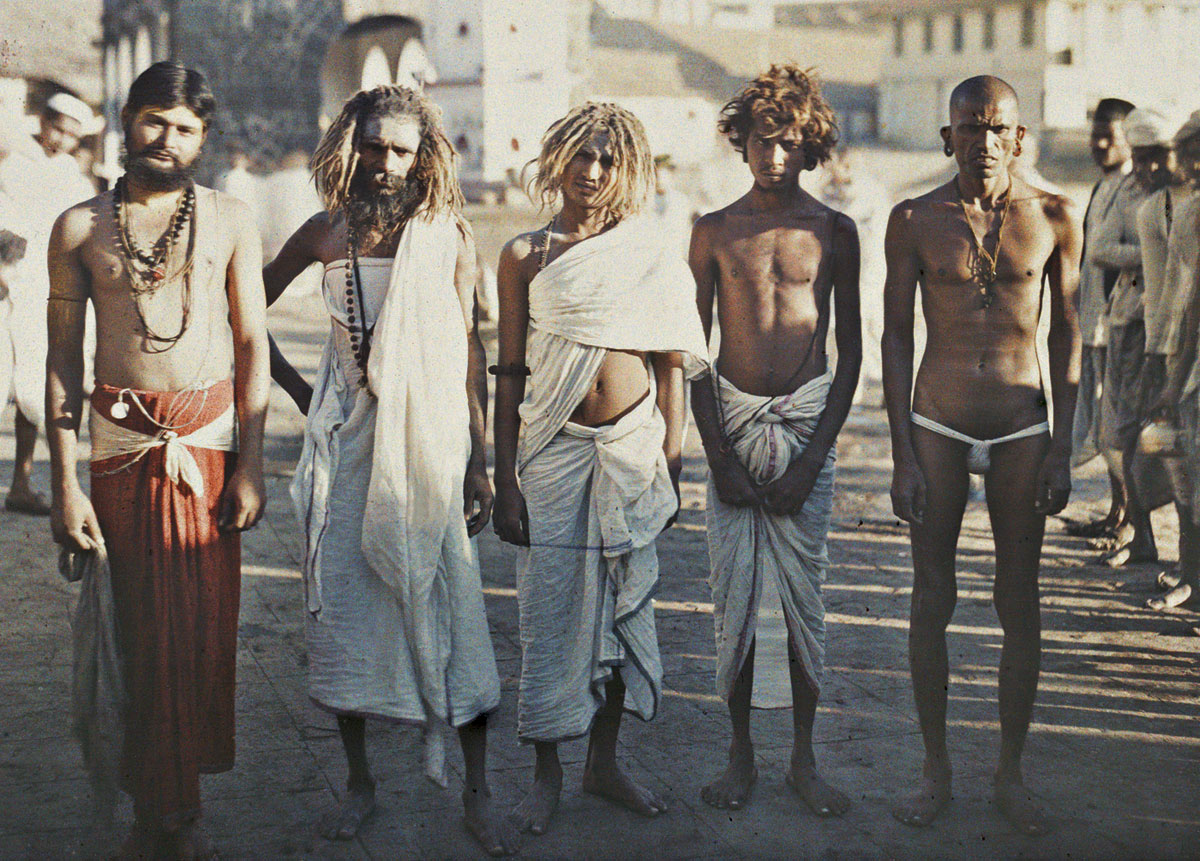
Asceti sadhu (Bombay, India, 1913)
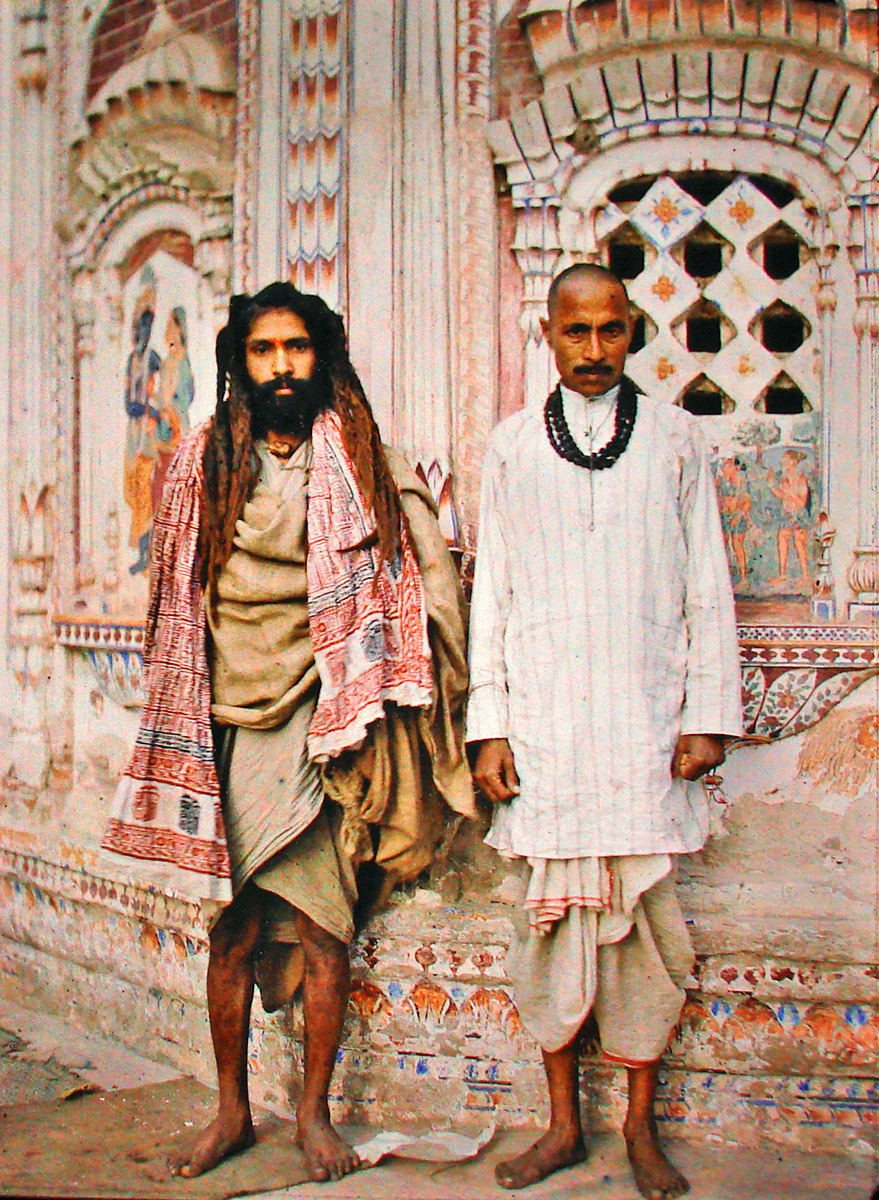
Sadhu e bramino (Lahore, Pakistan, 1914)
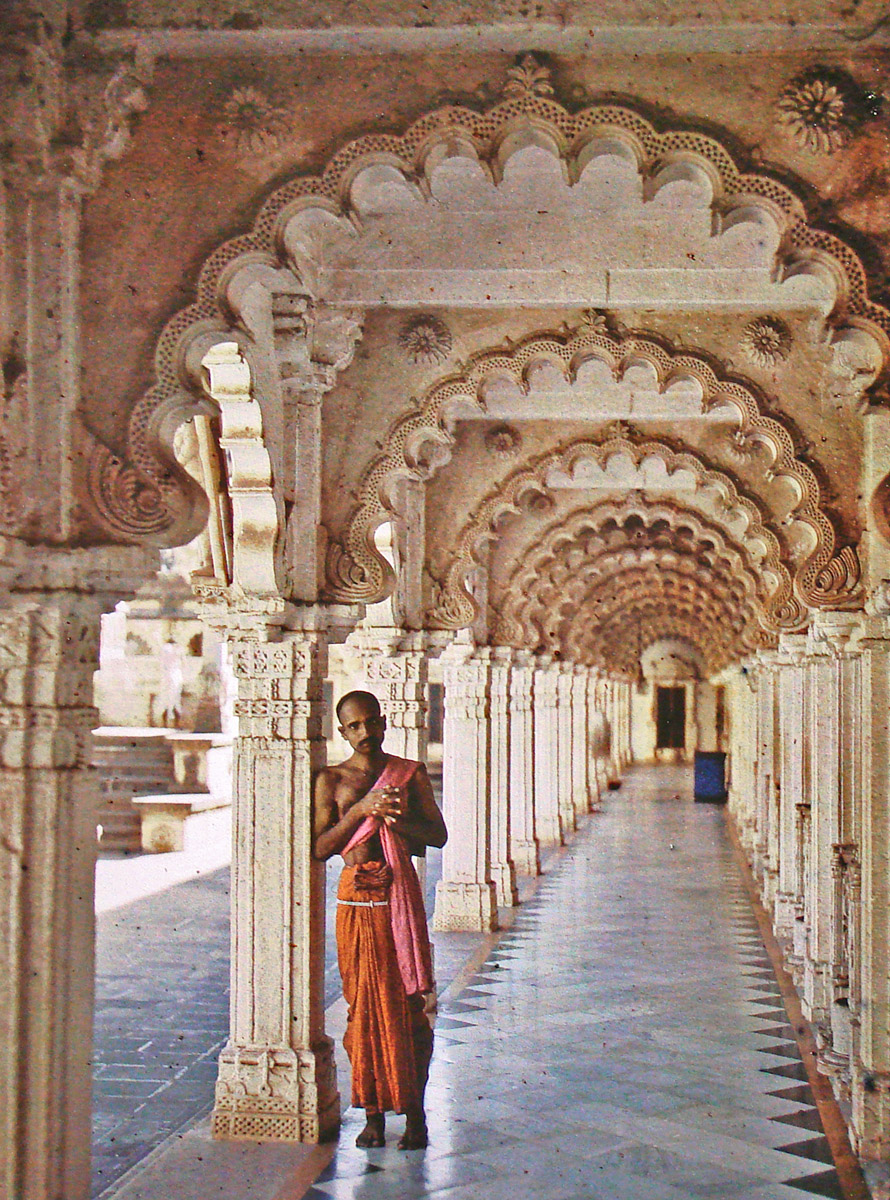
Officiante di un tempio giainista abbigliato con dhoti (Ahmedabad, India, 1913)
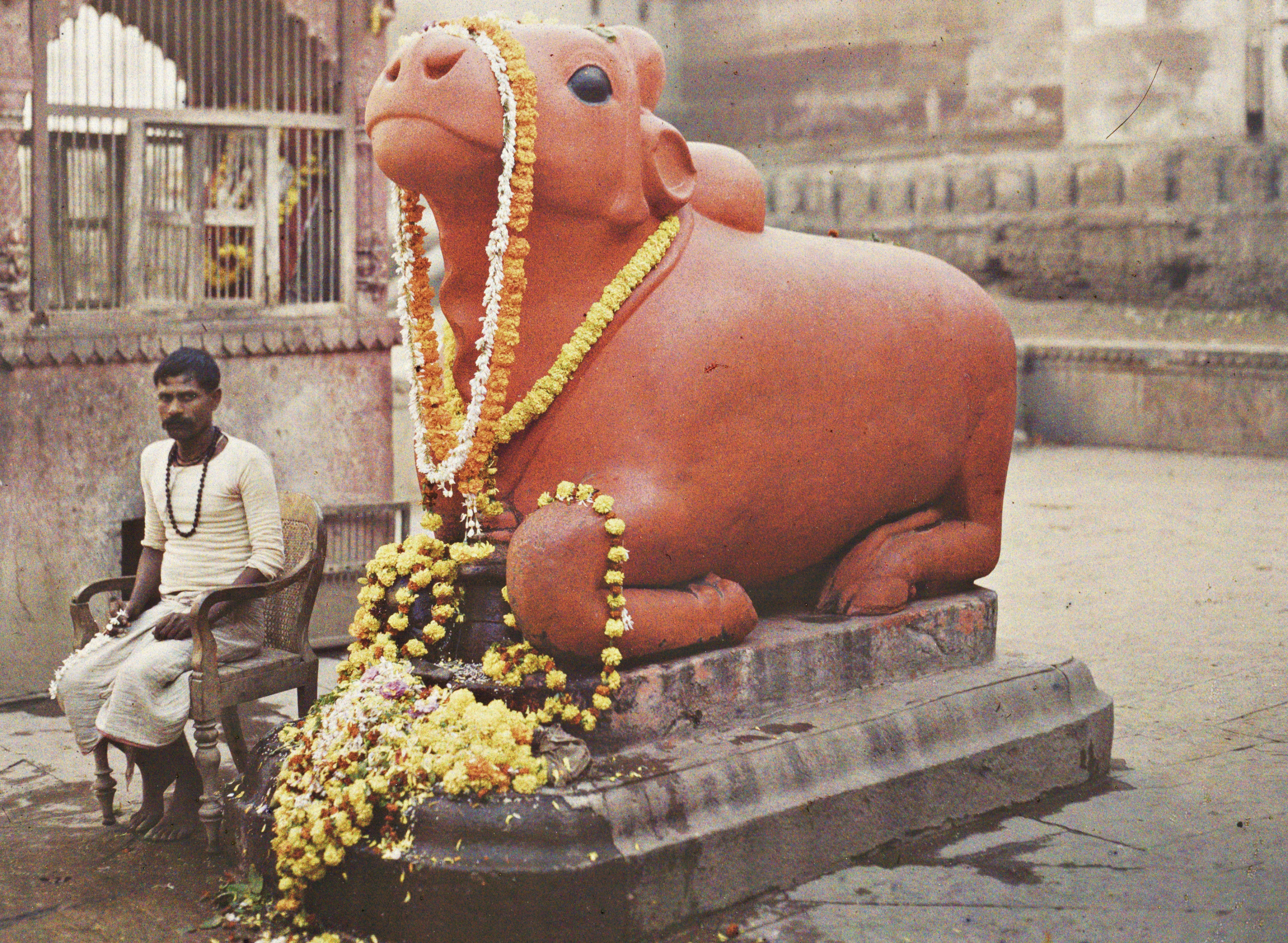
Statua di toro Nandi, veicolo vahana di Shiva (Varanasi, India, 1914)